# Theope apheles
Espèce
Theope apheles est une espèce d'insectes lépidoptères appartenant à la famille  des Riodinidae et au genre Theope.

## Taxonomie
Theope apheles a été décrit par Henry Walter Bates en 1868.

## Description
Theope apheles est un papillon aux ailes antérieures à l'apex anguleux, au  dessus ocre très largement suffusé de bleu laissant de couleur ocre le bord costal et une large bande marginale aux ailes antérieures, les bords costal et interne aux ailes postérieures.
Le revers est de couleur beige.

## Écologie et distribution
Theope apheles est présent au Brésil.

### Biotope
Il réside dans la forêt amazonienne.

### Protection
Pas de statut de protection particulier.